# 红色警戒2：共和国之辉
《红色警戒2：共和国之辉》是即时战略游戏《红色警戒2》的一个非官方游戏模组（MOD），由一名中国大陆玩家制作，是《红色警戒2》在中国大陆地区最早期的MOD作品之一。

## 背景与影响
该mod是当时为学生的Lordhero由mod“赤龙之吼”改进而来。为了迎合高涨的爱国情绪以及对于南海撞机等事件的不满，《共和国之辉》将强大的中国加入苏军阵营。Lordhero曾经写下了“赫鲁晓夫苏修驻军蒙古以及美国海空军侵犯中国海域和空域，人民共和国全面迎战”的初章剧情，许诺会更新关于中国的战役模式，但是此后就退出了互联网。共和国之辉也因此成为半成品。。它是当时中国大陆流传度最广的《红色警戒2》mod。
因《红色警戒2：共和国之辉》中包含中国阵营，致使其在中国大陆地区的玩家甚至多于原版游戏。亦有不少玩家误认为这就是原版的《红色警戒2》，各大支持《红色警戒2》的中文对战平台也因此均提供了对《共和国之辉》这一MOD版本的支持。

## 与原版区别
- 《红色警戒2：共和国之辉》将古巴阵营从游戏中剔除，以中国阵营替代，并新增了解放军战士、轻坦克、训练中心等中国阵营特有的兵种及建筑。[3]

## 评价

### 正面
- 有评论认为《红色警戒2：共和国之辉》吸引了很多中国大陆的玩家，间接提升了原版游戏在中国大陆的知名度。
- 作为中国大陆地区早期MOD作品的始祖，也一定程度上推动了大陆地区MOD制作事业的发展，促进了原创素材而非拼凑型的MOD的出现。[2]

### 负面
- 有玩家认为，《红色警戒2：共和国之辉》中的中国阵营与其他阵营相比，被设计得过于强大，严重影响了游戏的平衡性并影响了红色警戒系列的声誉。[5][6]，是一个粗糙的MOD。
- 几乎只是引用了游戏内已有或被隐藏起来的素材（例如苏联阵营的雌鹿直升机）然后填写一些强大的数值，作者原创的只有几张满地彩矿的遭遇战地图。作者还搞坏了遭遇战的苏军阵营AI，使其不会建造作战实验室。共和国之辉的名气远远大于mod的质量，而当时已经存在一些制作精良的有中国的同期mod（例如兵临城下）。

## 监管与审查
- 2018年4月，江西省文化厅的执法人员以未经备案违禁游戏为由，在全省各网吧查禁此游戏。[7]